# Александровський (Іскітимський район)
Александровський (рос. Александровский) — селище в Іскітимському районі Новосибірської області Російської Федерації.
Входить до складу муніципального утворення Чернореченська сільрада. Населення становить 316 осіб (2010).

## Історія
Згідно із законом від 2 червня 2004 року органом місцевого самоврядування є Чернореченська сільрада.

## Населення
| 2002 | 2007 | 2010 |
| ---- | ---- | ---- |
| 371  | ↗474 | ↘316 |